# Anny Cazenave
Anny Cazenave es una científica francesa, especializada en geodesia y en altimetría espacial.
Investigadora en el Laboratorio de estudios en geofísica y oceanografía espaciales de Toulouse fue elegida como miembro de la Academia Francesa de Ciencias en el año 2004. Constituye una de las principales voces internacionales en la reflexión sobre el cambio climático.
También, es una de las científicas líderes del proyecto conjunto francés-norteamericano denominado "satellite altimetry missions" TOPEX/Poseidon, Jason-1, y de la Misión para la topografía de la superficie oceánica. Ha recibido el Premio Fronteras del Conocimiento 2018 en la categoría de Cambio Climático junto con John A. Church y Jonathan Gregory por aportaciones que han permitido “detectar, entender y proyectar la respuesta del nivel del mar a escala global y regional al cambio climático debido a la acción humana”, según el acta del jurado.
Durante su vida académica, ha contribuido al entendimiento del aumento del nivel de los océanos producto del cambio climático. 

## Educación
Cazenave obtuvo su Ph.D en Geofísica por la Universidad de Toulouse en el año 1975.

## Experiencia profesional
- Directora del Earth Sciences del International Space Science Institute (ISSI) en Berna, Suiza.
- Profesor invitado del Collège de France: 2012-2013,
- Científico Senior en el Laboratoire d’Etudes en Géophysique et Océanographie Spatiale, (LEGOS), del Centre National d'Etudes Spatiales (CNES) en Toulouse, Francia
- Jefe del grupo Geophysique, Océanographie et Hydrologie Spatiale en LEGOS, hasta 2009).
- Director Adjunto de LEGOS entre 1996 y 2007.

## Áreas de interés
- Aplicación de técnicas espaciales a la geociencia
- Geodesia satelital e investigación espacial en ciencias de la tierra, campos gravitacionales y geodesia marina.
- Rotación de la tierra y movimiento polar
- Mareas
- Posicionamiento espacial mediante técnicas geodésicas
- Cambios temporales de la gravitación en la tierra y redistribución de masa a través de la superficie de fluidos terrenales
- Niveles de variación oceánicos a escala global
- Investigación en clima

## Algunas publicaciones
- Cazenave ha publicado más de 190 artículos en revistas internacionales (ver listado anexo)
- Satellite Altimetry and Earth Sciences. A handbook of Techniques and Application, Lee-L. Fu & A. Cazenave Editors, Academic Press, International Geophysics Series, Vol. 69, San Diego, USA, 463 pp. 2001
- Formes et Mouvements de la Terre, Belin Editions, París, 1994 (en coedición con Kurt Feigl)
- La Terre vue de l’espace’, Belin Editions, París, 2004 (coedición con D. Massonnet)
- La Terre et l’environnement observés depuis l’espace’, Collège de France/Fayard, 2013

### Listado
1. Cazenave A, Dieng H, Meyssignac B, von Schuckmann K, Decharme B, Berthier E. How fast is sea level rising? Nature Climate Change, 2014
2. Cazenave A, Le Cozannet G. Sea level rise and its coastal impacts, en prensa, Earth’s Future, 2014
3. Palanisamy H, Cazenave A, Meyssignac B, Woppelmann G, Soudarin L. Regional sea level variability, total relative sea level rise and its impacts on islands and coastal zones of Indian Ocean over the last sixty years, in revision. Global Planetary Change, 2014
4. Dieng H B, Cazenave A, Messignac B, Henry O, von Schuckmann K, Lemoine J M. Effect of La Niña on the global mean sea level and north Pacific ocean mass over 2005-2011 J. Geodetic Sciences, 2014
5. Henry O, Ablain M, Meyssignac B, Cazenave A, Masters D, Nerem S, Leuliette E, Garric G. Investigating and reducing differences between the satellite altimetry-based global mean sea level time series provided by different processing groups J. of Geodesy, 2014
6. Stammer D, Cazenave A, Ponte R, Tamisiea M. Contemporary regional sea level changes Annual Review Marine Sciences 5: 21–46, 2013
7. Le Cozannet G, Garcin M, Petitjean L, Cazenave A, Becker M, Meyssignac B, Walker P, Devilliers C, Lebrun O, Lecacheux S, Baills A, Bulteau T, Yates M, Wöppelmann G. Exploring the relation between sea level rise and shoreline erosion using reconstructions: an example in French Polynesia J. Coastal Res. 65 doi 10.2112/SI65-361.1 2013
8. Woppelmann G, Le Cozannet G, de Michele M, Raucoules D, Cazenave A, Garcin M, Hanson S, Marcos M, Santamaría-Gómez A. Is land subsidence increasing the exposure to sea level rise in Alexandria, Egypt? Geophys. Res. Lett. 40: 1–5, doi:10.1002/grl.50568, 2013
9. Meyssignac B, Lemoine J M, Cheng M, Cazenave A, Gegout P, Maisongrande P. Interannual variations in degree-two Earth’s gravity coefficients C2,0, C2,2 and S2,2 reveal large-scale mass transfers of climatic origin Geophys. Res. Lett. 40: 1-6, doi:10.1002/grl.50772, 2013
10. Prandi P, Ablain M, Cazenave A, Picot N. Sealevel variability in the Arctic Ocean observed by satellite altimetry, in revision Ocean Sciences, 2013
11. Peng D, Palanisamy H, Cazenave A, Meyssignac B. Sea level change and variability in the South China Sea over 1950-2009 Marine Geodesy, 36:2,164-182, doi: 10.1080/01490419.2013.771595, 2013
12. Hollmann R, et al. (con Cazenave) The ESA Climate Change Initiative: satellite data records for essential climate variables Bull. Am. Meteo. Soc. doi: 10.1175/BAMS-D-11-00254. publicado en línea en marzo de 2013
13. Cazenave A, O. Henry, S. Munier, B. Meyssignac, T. Delcroix, W. Llovel, H. Palanisamy, M. Becker. ENSO influence on the global mean sea level over 1993-2010. Marine Geodesy, 35 (S1), 82–97, 2012
14. Rahmstorf S, Foster G, Cazenave A. Comparing climate projections to observations: an update Environ. Res. Lett. 7 044035, doi:10.1088/1748-9326/7/4/044035, 2012
15. Munier S, Palanisamy H, Maisongrande P, Cazenave A, Wood E. Global runoff over 1993-2009 estimated from coupled Land-Ocean-Atmosphere water budgets and its relation with climate Hydrol. Earth Sys. Sci. 16, 3647-3658, doi:10.5194/hess-16-3647-2012, 2012
16. Henry O, P. Prandi, W. Llovel, A. Cazenave, S. Jevrejeva, D. Stammer, B. Meyssignac, N. Koldunov Sea level variations since 1950 along the coasts of the Arctic Ocean C06023, doi:10.1029/2011JC007706, J. Geophys. Res. 117, 2012
17. Meyssignac B, Cazenave A. Sea level: a review of present-day and recent-past sea level change and variability J. Geodyn. 58, 96-109, 2012
18. Meyssignac B, Salas-Melia D, Becker M, Llovel W. Cazenave A. Spatial trend patterns in observed sea level: internal variability and/or anthropogenic signature? Climate of the Past 8, 787-802, doi:10.5194/cp-8-787-2012, 2012
19. Meyssignac B, Becker M, Llovel W, Cazenave A. An assessment of two-dimensional past sea level reconstructions over 1950 -2009 based on tide gauge data and different input sea level grids Surveys in Geophysics, doi:10.1007/s10712-011-9171-x, 2012
20. Prandi P. Ablain M., Cazenave A. Picot N. A new estimation of mean sea level in the Arctic Ocean from satellite altimetry Marine Geodesy 35(S1) 61-81, 2012
21. Becker M, Meyssignac B, Llovel W, Cazenave A, Delcroix T. Sea level variations at Tropical Pacific Islands during 1950-2009. Global and Planetary Change, 80/81, 85-98, 2012
22. Palanisamy H, Becker M, Meyssignac B, Cazenave A. Regional Sea Level Change and Variability in the Caribbean Sea since 1950 Int. J. Geosci. 2(2) 125-133 doi:10.2478/v10156-011-0029-4, 2012
23. Cazenave A, Remy F. Sea level and Climate: observation and causes of changes Wiley Interdisciplinary Reviews: Climate Change 2: 647-662, 2011
24. Llovel W, Meyssignac B, Cazenave A. Steric sea level variations over 2004-2010 as a function of region and depth; Inference on the ocean mass component in the North Atlantic Geophys. Res. Lett. 38, L15608, doi:10.1029/2011GL047411, 2011
25. Biancamaria S, Cazenave A, Mognard N, LLovel W, Frappart F. Satellite-based high latitudes snow volume trend, variability and contribution to sea level over 1989/2006 Global and Planet. Change 75, 99-107, doi:10.1016/j.gloplacha2010.10.011, 2011
26. Becker M, Meyssignac B, Xavier L, Cazenave A, Alkama R, Decharme B. Past terrestrial water storage (1980-2008) in the Amazon Basin reconstructed from GRACE and in situ river gauging data Hydrol. Earth Syst. Sci. 15, 533-546, doi:10.5194/hess-15-533, 2011
27. Llovel W, Becker M, Cazenave A, Jevrejeva S, Alkama R, Decharme B, Douville H, Ablain M, Beckley B. Terrestrial waters and sea level variations on interannual time scale Global Planet. Change 75, 76-82, doi.10.1016/j.gloplacha2010.10.008, 2011
28. Meyssignac B, Calafat F, Somot S, Rupolo V, Stocchi P, Llovel W, Cazenave A. Two-dimensional reconstruction of the Mediterranean sea level over 1970 - 2006 from tide gauge data and regional ocean circulation model outputs Global Planet. Change, doi:10.1016/j.gloplacha.2011.03.002, se publicó en línea, 2011
29. Nicholls R, Cazenave A. Sea level change and the impacts in coastal zones Science 328, 1517-1520, 2010
30. Cazenave A, Chen J. Time-variable gravity from space and present-day mass redistribution in the Earth system Earth Planet. Sci. Lett. 298, 263-274, 2010
31. Cazenave A, W. Llovel. Contemporary sea level rise Annual Rev. of Marine Sci. 2, 145-173, 2010
32. Llovel W, Guinehut S, Cazenave A. Regional variability in sea level over 2002 – 2009 based on satellite altimetry, Argo float data and GRACE ocean mass Ocean Dynamics 60, 1193-1204, doi.10.1007/s10236-010-0324-0, 2010
33. Milly P C D, Cazenave A, Famiglietti J, Gornitz V, Laval K, Lettenmaier D, Sahagian D, Wahr J, Wilson C. Terrestrial water storage contributions to sea level rise and variability Proc. of the WCRP workshop ‘Understanding sea level rise and variability’, eds. J. Church, P. Woodworth, T. Aarup and S. Wilson et al. Blackwell Publishing, Inc. 2010
34. Roemmich D, J Willis, J Gilson, D Stammer, A Koehl, T Yemenis, D P Chambers, F Landerer, J Marotzke, T Suzuki, J Church, A Cazenave, P Y Letraon. Global Ocean Warming and Sea Level Rise Proc. of the WCRP workshop ‘Understanding sea level rise and variability’, eds. J Church, P Woodworth, T Aarup, S Wilson et al. Blackwell Publish. Inc. 2010
35. Alkama R, Decharme B, Douville H, Becker M, Cazenave A, Sheffield J, Voldoire A, Tyteca S, Le Moigne P. Global evaluation of the ISBA-TRIP continental hydrologic system; Part 1: a two-fold constraint using GRACE terrestrial water storage estimates and in situ river discharges J. Hydrometeorology, 11, 583-600, 2010
36. Decharme B, Alkama R, Douville H, Becker M, Cazenave A, Sheffield J, Voldoire A, Tyteca S, Le Moigne P. Global evaluation of the ISBA-TRIP continental hydrologic system using GRACE; Part 2: results J. Hydrometeorology, 11, 601- 617, 2010
37. Cazenave A, Chambers D, Cippolini P, Fu L L, Hurell J, Merrifield M, Nerem S, Plag H P, Shum C K, Willis J. Sea level change: global and regional trends, plenary paper, Proc. of the OCEANOBS09 workshop, ESA publication, 2010
38. Llovel W, M Becker, Cazenave A, Crétaux J F. Contribution of land water storage change to global mean sea level from GRACE and satellite altimetry, C.R. Geosci. 342, 179-188, 2010
39. Xavier L, Becker M, A Cazenave, Longuevergne L, Llovel W O Rotuno, Interannual variability in water storage over 2003-2008 in the Amazon Basin from GRACE space gravimetry, in situ river level and precipitation data, Remote Sensing of Environment 114, 1629-1637, 2010
40. Becker M, Cazenave A, Llovel W, A Guentner, Recent hydrological behaviour of the East African lakes region from GRACE and satellite altimetry, C.R. Geosci. 342, 223-233, 2010
41. Prandi P, Cazenave A, Becker M. Is coastal me an sea level rising faster than the global mean? A comparison between tide gauges and satellite altime try over 1993-2007, Geophys. Res. Lett. 36, doi:10.1029/2008GL036564, 2009
42. Cazenave A, Guinehut S, Ramillien G, Llovel W, DoMinh K, Ablain M, Larnicol G, Lombard A. Sea level budget over 2003-2008; a reevaluation from satellite altimetry, GRACE and Argo data, Global and Planetary Change, doi:10.1016/j/gloplacha.2008.10.004, 2009
43. Ablain M, Cazenave A, DoMinh K, Guinehut S, Llovel W, Lombard A, Valladeau G. A new assessment of global mean sea level from altimeters highlights a reduction of global slope from 2005 to 2008 in agreement with in-situ measurements, Ocean Sci. 5, 193-201, 2009
44. Llovel W, Cazenave A, Berge-Nguyen M, Rogel P. Past sea level reconstruction (1950-2000) using the OPA/NEMO global ocean circulation model, tide gauge and satellite altimetry data, Climate of the Past 5, 1-11, 2009
45. Ramillien G, Bouhours S, Lombard A, Cazenave A, Flechtner F, Schmidt R. Land water contributions from GRACE to sea level rise over 2002-2006, Global and Planetary Change 60, 381-392, 2008
46. Berge-Nguyen M, Cazenave A, Lombard A, Llovel W, Cretaux J F. Reconstruction of past decades sea level using tide gauge, altimetry and in situ hydrographic data, Global and Planetary Change, 62, 1-13, 2008
47. Cazenave A, A Lombard, W Llovel. Present-day sea level rise: a synthesis, C.R. Geosci. doi:10.1016/j-crte-2008.07.008, 2008
48. Nerem R S, A Cazenave, D P Chambers, L L Fu, E W Leuliette, G T Mitchum, Comment on ‘Estimating future sea level change from past records’ × Nils-Axel Morner, Global and Planetary Change, 55, 358-360, 2007
49. Garcia D, A Lombard, G Ramillien, A Cazenave, Steric sea level variations inferred from combined Topex/Poseidon altimetry and GRACE gravimetry, PAGEOP, 164, 721-731, doi:10.1007/s00024-007-0182y 2007
50. Ngo-Duc T, Laval K, Polcher J, Ramillien G, A Cazenave, Validation of the land water storage simulated by Organising Carbon and Hydrology in Dynamic Ecosystems (ORCHIDEE) with Gravity Recovery and Climate Experiment (GRACE) data, Water Resources Res. 43, W04427, doi:10.1029/2006WR004941, 2007
51. Lombard A, Garcia D, Cazenave A, Ramillien G, Fletchner, R Biancale, M Ishii, Estimation odsteric sea level variations from combined GRACE and satellite altimetry data, Earth Planet. Sci. Lett. 254, 194-202, 2007
52. Alsdorf, D, L L Fu, N Mognard, A Cazenave, E Rodriguez, D Chelton, D Lettemaier, Measuring global oceans and terrestrial fresh water from space, EOS, Trans. AGU, v88, n24, p253, 2007
53. Bindoff N, Willebrand J, Artale V, Cazenave A, Gregory J, Gulev S, Hanawa K, Le Quéré C, Levitus S, Nojiri Y, Shum C K, Talley L, Unnikrishnan A. Observations: oceanic climate and sea level. Climate change 2007: The physical Science Basis. Contribution of Working Group I to the Fourth Assessment report of the IPCC [Solomon S., D. Qin, M. Manning, Z. Chen, M. Marquis, K.B. Averyt, M. Tignor, H.L. Miller (eds.)] Cambridge University Press, Cambridge, UK, & New York, USA. pp 385-428, 2007
54. Rahmstorf S, Cazenave A, Church J A, Hansen J, Keeling R, Parker D, Somerville R. Recent climate observations compared to projections, Science 316, 709, 10.1126/science.1136843, 2007
55. Zakharova E, A Kouraev, A Cazenave, Amazon river discharge estimated from the Topex/Poseidon altimetry, C.R. Geosciences, 338, 188-196, 2006
56. Schmidt R, Flechtner F, Reigber Ch, Schwintzer P, Gunter A, Doll P, Ramillien G, Cazenave A, Petrovic S, Jochman H, Wunsch J. GRACE observations of changes in continental water storage, Global and Planetary Change 50/1-2, 112-126, doi:10.1016/j.gloplacha.2004.11.018, 2006
57. Enjolras V, P Vincent, J C Souyris, E Rodriguez, A Cazenave, Performances study of interferometric radar altimeter: from the instrument to the global definition mission, Sensors 6 (3), 164-192, 2006
58. Lombard A, A Cazenave, C Cabanes, S Guinehut, P Y Le Traon, Perspectives on present-day sea level change, Ocean Dynamics 56, 445-451, doi:10.10007/s10236-005-0046-x, 2006
59. Ramillien G, Frappart F, Guntner A, Ngo-Duc T, Cazenave A. Mapping time variations of evapotranspiration rate from GRACE satellite gravimetry, Water Resources Res. 42, W10403, doi:10.1029/2005WR004331, 2006
60. Frappart F, Dominh K, Lhermitte J, Ramilllien G, Cazenave A, LeToan T. Water volume change in the lower MEKONG basin from satellite altimetry and other remote sensing data Geophys. J. Int. 167, 570-584, 2006
61. Ramillien G, Lombard A, Cazenave A, E Ivins, M Llubes, F Remy, R Biancale, Interannual variations of ice sheets mass balance from GRACE and sea level, Global and Planetary Change 53, 198-208, 2006
62. Nerem S, Leuliette E, Cazenave A. Present-day sea level change, C.R. Geosciences 338 (14-15): 1077-1083, 2006
63. Cazenave A, Boucher C. Observing the Earth from space, C.R. Geosciences 338 (14-15): 943-948, 2006
64. Cazenave A. How fast are the ice sheets melting? Science 314: 1250-1252, 2006
65. Tiwari V M, Cabanes C, DoMinh K, Cazenave A. Sea level in the Indian ocean from Topex/Poseidon altimetry and tide gauges, Oceanology 150-168150-168, H.K. Gupta editor, University Press, Hyderabad, 2005
66. Kouraev A V, Papa F, Mognard N M, Buharizin P I, Cazenave A, Crétaux J-F, Dozortseva J, Remy F. Synergy of active and passive satellite microwave data for the study of first-year sea ice in the Caspian and Aral seas. IEEE Trans. on Geoscience and Remote Sensing (TGARS), 2005
67. Crétaux J-F, Kouraev A V, Bergé-Nguyen M, Cazenave A, Papa F. Satellite altimetry for monitoring lake level changes, ‘Transboundary Water Resources: Strategies for Regional Security and Ecological Stability’, H. Vogtman & Dobretsov (eds.) NATO Sciences Series, Springer, 141-146, 2005
68. Crétaux J-F, Kouraev A V, Papa F, Bergé Nguyen M, Cazenave A, Aladin N V, Plotnikov I S. Water balance of the Big Aral sea from satellite remote sensing and in situ observations, J. of Great Lakes Res. 31, 520-534, 2005
69. Lombard A, Cazenave A, Le Traon P Y, Ishii M. Contribution of thermal expansion to present-day sea level rise revisited, Global and Planetary Change, 47, 1-16, 2005
70. Lombard A, Cazenave A, Dominh K, Cabanes C, R S Nerem, 20th century sea level rise: new estimates of thermal and water mass contributions, Global and Planetary Change 48, 303-312, 2005
71. Ngo-Duc T, Laval K, Polcher Y, Cazenave A. Analyses of the contribution of continental water to sea level variations during the 1997-1998 ENSO event; Comparison between the AMIP simulations and the Topex/Poseidon satellite data. J. Geophys. Res. 110, DO9103, doi:10.1029/2004JD004940, 2005
72. Evans D, Alpers W, Cazenave A, Elachi A, Farr T, Glackin D, Holt B, Jones L, Liu W T, McCandless W, Menard Y, Moore R, Njoku E. Seasat- A 25-year legacy of success, Remote Sensing of Environment, 94, 384-404, 2005
73. Frappart F, F Seyler, J M Martinez, J Leon, A Cazenave, Determination of the water volume in the Negro River sub basin by combination of satellite and in situ data, Remote Sensing of Environment 99, 387-99, 2005
74. Cazenave A. Volcanoes and sea level, Nature 438 (7064): 35-36, 2005
75. Frappart F., Calmant S., Cauhopé M., Seyler F., Cazenave A. Validation of ENVISAT RA-2 derived water levels over the amazon basin, Remote Sensing of Environment 100, 252-264, 2006
76. Frappart F., G. Ramillien, S. Biancamaria, N. Mognard-Campbell, A. Cazenave, Evolution of high-latitude snow mass derived from the GRACE gravimetry mission (2002-2004) Geophys. Res. Lett. 33, L02501, doi:10.1029/2005GL024778, 2006
77. Ngo-Duc T, Laval K, Polcher Y, Lombard A, Cazenave A. Effects of land water storage on the global mean sea level over the last half century Geophys. Res. Lett. 32 L09704, doi:10.1019/2005GL022719, 2005
78. Ramillien G, Frappart F, Cazenave A, Guentner A. Change in land water storage from 2 years of GRACE satellite data, Earth and Planetary Science Lett. 235, 283-301, 2005
79. Aladin N V, Crétaux J-F, Plotnikov I S, Kouraev A V, Smurov A O, Cazenave A, Egorov A N, Papa F. Modern hydro-biological state of the Small Aral Sea Environmetric, 2005
80. Kouraev A V, Papa F, Mognard N M, Buharizin P I, Cazenave A, Crétaux J-F, Dozortseva J, Remy F. Sea ice cover in the Caspian and Aral seas from historical and satellite data, J. of Marine System, 47 89-100, 2004
81. Cazenave A, Milly, PCD, Douville H, Benevenist e J, Lettenmaier D, Kosuth P. International workshop examines the role of space techniques to measure spatio-temporal change in terrestrial waters, EOS, AGU Trans. 85 (6) 10 febr. 2004
82. Kouraev A, Sakharova E A, Samain O, Mognard-Campbell N, Cazenave A. Ob’ river discharge from Topex/Poseidon satellite altimetry, Remote Sensing of Environment 93, 238-245, 2004
83. Ramillien G, A Cazenave, O Brunau, Global time variations of hydrological signals from GRACE satellite gravimetry, Geophys. J. Int. 158: 813-826, 2004
84. Tiwari V, Cabanes C, Dominh K, Cazenave A. Correlation of interannual sea level variations in the Indian ocean from Topex/Poseidon altimetry, temperature data and tide gauges with ENSO, Global and Planetary Change 43, 183-196, 2004
85. Cazenave A, R S Nerem, Present-Day sea level change: observations and causes, Review of Geophysics, 42, RG3001, doi: 8755-1209/04/2003RG000139, 2004
86. Cazenave A, Gennero M C, DoMinh K. Present-day sea level rise: from satellite and in situ observations to physical causes, in Satellite Altimetry for geodesy, geophysics and oceanography, Internat. Assoc. of Geodesy Symposia 126, F. Sanso Ed. Springer-Verlag, Berlín, pp.23-33, 2004
87. Maheu C, Cazenave A, Mechoso R. Water level fluctuations in the La Plata basin South America) from Topex/Poseidon altimetry, Geophys. Res. Lett. 30, 3, 2003
88. Cazenave A, Cabanes C, Dominh K, Gennero M C, Le Provost C. Present-day sea level change, in Earth gravity field from space from sensors to Earth Sci. G. Beutler, R. Rummel, M.R. Drinkwater, R. von Steiger, eds. Space Sciences Series 108,131-144, Kluwer Academic Publishers, Dordrecht, The Netherlands, 2003
89. Kouraev A, Papa F, Buharizin P, Cazenave A, Cretaux, J F, Dozortseva J, Remy F. Ice cover variability in the Caspian and Aral seas from active and passive microwave data, Polar Res. 22 (1) 43-50, 2003
90. Milly P C D, A Cazenave, M C Gennero, Contribution of climate-driven change in continental water storage to recent sea level rise, PNAS Proc. National Academy Sci. 100 (23) 13158-13161, 2003
91. Mercier F, Cazenave A, C Maheu, Interannual lake level fluctuations in Africa from Topex-Poseidon: connections with ocean-atmosphere interactions over the Indian ocean, Global and Planet. Change 32, 141-163, 2002
92. Calmant S, Berge-Nguyen M, Cazenave A. Global seafloor topography from a least-squares inversion of altimetry-based high-resolution mean sea surface and sparse shipboard soundings, Geophys. J. Int. 151, 795-808, 2002
93. Cazenave A, Bonnefond P, Dominh K, Mercier F. Sea level changes in the Mediterranéan and Black seas from satellite altimetry, Global and Planet. Change 34, 59-86, 2002
94. Cazenave A, S T Nerem, Redistributing Earth’s mass, Science 297, 783-784, 2002
95. Cretaux J F, Soudarin L, Davidson F, Gennero M C, Berge-Nguyen M, Cazenave A, Seasonal and interannual geocenter motion from SLR and DORIS measurements: Comparison with surface loading data, J. Geophys. Res. 107 B12, 2374, Doi:10.1029/2002JB001820, 2002
96. Cazenave A, Royer J Y. Application of satellite altimetry to marine geophysics, en ‘Satellite altimetry and Earth Sciences; A handbook of techniques and applications’, Ed. L L Fu, A Cazenave, Acad. Press San Diego, USA, 2001
97. Mangiarotti S, Cazenave A, Soudarin L, Cretaux J F. Annual vertical crustal motions predicted from surface mass redistribution and observed by space geodesy, J. Geophys. Res. 106, 4277-4291, 2001
98. Cabanes C, Cazenave A, Le Provost C. Sea level changes from Topex-Poseidon Altimetry for 1993-1999, and warming of the southern oceans, Geophys. Res. Lett. 28: 9-12, 2001
99. Cazenave A, Cabanes C, Dominh K, Mangiarotti S. Recent sea level change in the Mediterranean sea revealed by satellite altimetry, Geophys. Res. Lett. 28: 1607-1610, 2001
100. Oliveira Campos I, Mercier F, C Maheu, Cochonneau G, Kosuth P, Blitzkow D, Cazenave A, Kosuth P. Temporal variations of river basin waters from Topex- ̈Poseidon satellite altimetry en Application to the Amazon basin, Comptes Rendus de l’Académie des Sciences, Serie II, Sciences de la Terre et des planètes, 333, 1-11, 2001
101. Cabanes C, Cazenave A, Le Provost C. Sea level rise during past 40 years determined from satellite and in situ observations, Science 294, 840-842, 2001
102. Bouille F, Cazenave A, Lemoine J M, Cretaux J F. Geocenter motion measured from The DORIS space system and laser data to the Lageos satellites, and predicted from climatic data, Geophys. J. Int. 143, 71-82, 2000
103. Cazenave A. The study of the solid Earth and its fluid envelopes by space geodesy techniques, Comptes Rendus Acad. Sci. 1 ( IV): 1267-1282, 2000
104. Cazenave A, Remy F, Dominh K, Douville H. Global ocean mass variation, continental hydrology and the mass balance of the Antarctica ice sheet at the seasonal time scale, Geophys. Res. Lett. 27, 3755-3758, 2000
105. Raper S, Cazenave A, Dawson A G, Frezzotti M, Long A J, Reeh N, Tooley M, de Wolde J, Woodworth P. Global changes in the volume and mass of the ocean, in Sea level change and coastal processes: Implications for Europe editó Smith et al. Proc. of the European Commission, Eur 19337, 2000
106. Minster J F, Cazenave A, Serafini Y V, Mercier F, Gennero M C, Rogel P. Annual cycle in mean sea level from Topex-Poseidon and ERS-1: Inferences on the global hydrological cycle, Global and Planetary Change 20: 57-66, 1999
107. Soudarin L, Cretaux J F, Cazenave A. Vertical crustal motions from the DORIS space geodesy system, Geophys. Res. Lett. 26; 1207-1210, 1999
108. Cazenave A, Dominh K, Soudarin L, Ponchaut F, Cretaux J F, Le Provost C. Sea level changes from Topex-Poseidon altimetry and tide gauges, and vertical crustal motions from DORIS, Geophys. Res. Lett. 26, 2077-2080, 1999
109. Cazenave A, Mercier F, Bouille, F, Lemoine J M. Global-scale interactions between the solid Earth and its fluid envelopes at the seasonal time scale'', Earth Planet Sci. Lett. 171, 549-559, 1999
110. Cazenave A. Present-Day Variations of the Mean Sea Level, Comptes Rendus Acad. Sci, Earth Planetary Sci. 329, 457-469, 1999
111. Ponchaut F, Cazenave A. Continental lake level variations from Topex/poseidon (1993-1996) Comptes Rendus Acad. Sci. Sciences Terre et Planet. 326, 13-20, 1998
112. Cretaux J F, Soudarin L, Cazenave A, Bouille, Present-day tectonic plate motions and crustal deformations from the DORIS space system, J. Geophys. Res. 103, 30167-30181, 1998
113. Cazenave A, Dominh K, Gennero M C, Ferret B. Global mean sea level changes observed by Topex-Poseidon and ERS-1, Physics & Chem. Earth, 23, 1069-1075, 1998
114. Lecroart P, Cazenave A, Thoraval C, Ricard Y. Along-Axis dynamic topography constrained by major-element chemistry, Earth Planet. Sci. Lett, 149, 49-56, 1997.
115. Ramillien G, Cazenave A. Global bathymetry from altimetry data of the ERS-1 geodetic mission, J. of Geodynamics 23, 129-149, 1997
116. Cazenave A, Bonnefond P, Dominh K, Schaeffer P. Caspian sea level from Topex-Poseidon altimetry: Level now falling, Geophys. Res. Lett. 24, 881-884, 1997
117. Lecroart P, Albarede F, Cazenave A. Correlations of mid-ocean ridge basalt chemistry with the geoid, Earth Planet Sci. Lett. 153, 37-55, 1997
118. Cazenave A, Gegout P, Ferhat G, Biancale R. Temporal Variations of the Earth Gravity Field from Lageos 1 and Lageos 2 Observations, "Global Gravity Field and its Temporal Variations", ed. Rapp, Cazenave & Nerem, IAG Symposium 116, Springer, Berlín, 1996
119. Cazenave A, P Schaeffer, M Berge, Dominh K, Gennero M C. A high resolution mean sea surface with the altimeter data of the ERS-1 geodetic mission and Topex-Poseidon, Geophys. J. Int. 125, 696-704, 1996
120. Lefebvre M, Cazenave A, Escudier P, Biancale R, Cretaux J F, Soudarin L, Valette J J. DORIS space tracking system improves accuracy of geodetic measurements, EOS 77, 25-29, 1996
121. Barlier F, Le Traon P Y, Cazenave A. Point sur les missions d’altimétrie spatiale: Topex-Poseidon et ERS-1. Comptes Rendus de l’Académie des Sciences, t 323, Série IIA, 737-753, 1996
122. Cazenave A, Geoid, Topography and Distribution of Landforms, "Global Earth Physics, AGU Handbook of Physical Constants, T, Ahrens Ed. AGU. Reference Shelf 1, 1995
123. Cazenave A, Parsons B, Calcagno P, Geoid lineations of 1000 km wavelength over the central Pacific, Geophys. Res. Lett. 22, 97-100, 1995
124. Soudarin L, Cazenave A. Large-scale tectonic plate motions measured with the DORIS space geodesy system, Geophys. Res. Lett. 22, 469-478, 1995
125. Thoraval C, Machetel P, Cazenave A. Locally layered convection inferred from dynamical models of the Earth mantle, Nature 375, 777-780, 1995
126. Cazenave A, Biancale R, Crétaux J F, Soudarin L, Boucher C, Willis P, Altamini Z, Valette J J, Escudier P. Le système spatiale Doris: applications à la géodésie, CNFGG, rapport quadriennal 1991-1994, p. 25-42 1995
127. Houry S, Minster J F, Brossier C, Dominh K, Gennero M C, Cazenave A, Vincent P. Radial orbit error reduction and marine geoid computation from the Geosat Altimeter data, J. Geophys. Res. 99, 4519-4533, 1994
128. Thoraval C, Machetel P, Cazenave A. Influence of mantle compressibility and ocean warping on dynamical models of the geoid, Geophys. J. Int. 117: 566-573, 1994
129. Cazenave A, Thoraval C. Upper mantle dynamics from topography, tomography and geoid; inference on the origin of the pacific superswell. Earth Planet. Sci. Lett. 122, 207-219 1994
130. Cazenave A. The Geoid and Oceanic Lithosphere, en 'Geoid and its Geophysical Interpretations', P. Vanicêk Ed. CRC Press Inc. 1994
131. Calcagno P, Cazenave A. Subsidence rate of the seafloor in the Atlantic and Pacific Oceans: Regional and Large-scale variations, Earth Planet. Sci. Lett. 126, 473-492, 1994
132. Abarca del Río R, Cazenave A. Interannual variations in the Earth's polar motion for 1963-1991; comparison with atmospheric angular momentum over 1980-1991. Geophys. Res. Lett. 21, 2361-2364
133. Calcagno P, Cazenave A. Present and Past regional ridge segmentation: Evidence in geoid data, Geophys. Res. Lett. 20, 1895-1898, 1993
134. Cazenave A, Gegout P, Soudarin L, Dominh K, Barlier F, Exertier P, Boudon Y. Geodetic Results from Lageos 1 and Doris satellite data, en "Contributions of Space Geodesy to Geodynamics: Crustal Dynamics", AGU Monograph; Geodynamics Series 23, 1993
135. Soudarin L, Cazenave A. Global Geodesy using DORIS data on SPOT 2, Geophys. Res. Lett. 20, 289-292, 1993
136. Gegout P, Cazenave A. Temporal Variations of the Earth Gravity field for 1985-1989 derived from Lageos, Geophys. J. Int. 114, 347-359, 1993
137. Cazenave A, Houry S, Lago B, Dominh K. Geosat-derived geoid anomalies at medium wavelength, J. Geophys. Res. 97, 7081-7096, 1992
138. Cazenave A, Valette J J, Boucher C. Positioning results with Doris on SPOT 2 after first year of mission, J. Geophys. Res. 97, 7109-7119, 1992
139. Valette J J, Cazenave A, Boucher C, Gavoret M. Absolute and Relative positioning with the DORIS system first result with DORIS on SPOT 2, Manuscripta Geodetica, 17, 36-51, 1992
140. Biancale R, Cazenave A, Dominh K. Tectonic plate motions derived from LAGEOS, Earth Planet. Sci. Lett. 103, 379-394, 1991
141. Cazenave A, Lago B. Long-wavelength topography, seafloor subsidence and flattening, Geophys. Res. Lett. 18, 1257-1260, 1991
142. Gegout P, Cazenave A. Geodynamic parameters derived from 7 years of laser data on Lageos, Geophys. Res. Lett. 18, 1739-1742, 1991
143. Lago B, Cazenave A, Marty J C. Regional variations in subsidence rate of lithospheric plates: implications for thermal cooling models, Phys. Earth & Planet. Int. 61, 253-259, 1990
144. Monnereau M, Cazenave A. Depth and geoid anomalies over oceanic hotspots swells: a global survey, J. Geophys. Res. 95, 15429-15438, 1990
145. Cazenave A, Souriau A, Dominh K. Global coupling of Earth surface topography with hotspots, geoidand mantle heterogeneities, Nature 340, 54-57, 1989
146. Marty J C, Cazenave A. Regional variations in subsidence rate of oceanic plates: a global analysis, earth Planet. Sci. Lett. 94, 301-315, 1989
147. Cazenave A, Dominh K, Rabinowicz M, Ceuleneer G. Geoid and depth anomalies over ocean swells and throughs: Evidence for an increasing trend of the geoid to depth ratio with age of plate, J. Geophys. Res. 93, 8064-8077, 1988
148. Ceuleneer G, Rabinowicz M, Monnereau M, Cazenave A, Rosemberg-Borot C. Viscosity and depth extent of the sublithospheric low-viscosity zone: constraints from geoid and depth over oceanic swell, Earth Planet. Sci. Lett. 89, 84-102, 1988
149. Marty J C, Cazenave A, Lago B. Geoid anomalies across Pacific fracture zones, Geophys. J. 93, 1-23, 1988
150. Marty JC, Cazenave A. Thermal evolution of the lithosphere beneath fracture zones inferred from geoid anomalies, Geophys. Res. Lett. 15, 593-597, 1988
151. Monnereau M, Cazenave A. Variation of the apparent compensation depth of hotspot swells with age of plate, Earth Planet. Sci. Lett. 91, 179-197, 1988
152. Calmant S, Cazenave A. Anomalous elastic thickness of the oceanic lithosphere in the south-central Pacific, Nature 328, 236-238, 1987
153. Cazenave A, Monnereau M, Gibert D. Seasat gravity undulations in the central Indian Ocean, Phys. Earth Planet. Int. 48, 130-141, 1987
154. Cazenave A, Dominh K. Global relationship between oceanic geoid and seafloor depth: New results, Geophys. Res. Lett. 14, 1-5, 1987
155. Gaudon P, Cazenave A. Numerical experiments relative to primordial rotations of planets, Astronomy and Astrophysics 173, 183-190, 1987
156. Calmant S, Cazenave A. The elastic lithosphere under the Cook-Austral and Society Islands, Earth Planet. Sci. Lett. 77, 187-202, 1986
157. Cazenave A, Rosemberg-Borot C, Rabinowicz M. Geoid lows at deep sea trenches, J. Geophys. Res. 91, 1989-2005, 1986
158. Cazenave A, Okal E A. Use of satellite altime try in studies of the oceanic lithosphere, Space Geod. and Geodyn. Ed. A J Anderson & A Cazenave, Academic Press, London, 1986
159. Cazenave A, Dominh K, Allegre C, Marsh J. Global relationship between oceanic geoid and topography, J. Geophys. Res. 91, 11439-11450, 1986
160. Okal E, Cazenave A. A model for the plate tectonics evolution of the Eastcentral Pacific based on Seasat investigations, Earth Planet. Sci. Lett. 72, 99-117, 1985
161. Ruff L, Cazenave A. Geoid anomalies over the Macquerie Ridge complex indicate an unexpected subducted slab, Physics Earth Planet. Int. 38, 59-69, 1985
162. Souriau A, Cazenave A. Reevaluation of the Chandler wobble seismic excitation from recent data, Earth Planet. Sci. Lett. 75, 410-416, 1985
163. Spaute D, Lago B, Cazenave A. Gaseous drag and planetary formation, Icarus, 64, 139-162, 1985
164. Cazenave A. Thermal cooling of the oceanic lithosp here: Possible evidence for two distinct trends, Nature 310, 401-403, 1984
165. Cazenave A. Thermal cooling of the oceanic lithosphere: New constraints from geoid height data, Earth Planet. Sci. Lett. 70, 395-407, 1984
166. Cazenave A, Dominh K. Geoid anomalies above the Louisville Ridge (South Pacific) J. Geophys. Res. 89: 11171-11179, 1984
167. Cazenave A, Dominh K. Reply to the critique of Reasenberg & Bills on "Elastic Thickness of the Venus lithosphere estimated from topography & gravity", Geophys. Res. Lett. 10, 196-198, 1983
168. Cazenave A, Dominh K. Anomalies du géoïde au-des sus de la chaîne sous-marine Louisville ridge (Pacifique Sud); conséquences possible sur son origine, Comptes Rendus de l'Académie des Sci. 296, 487-492, 1983
169. Cazenave A, Lago B, Dominh K. Thermal parameter s of the oceanic lithosphere estimated from geoid height data, J. Geophys. Res. 88, 1005-1118, 1983
170. Lago B, Cazenave A. Dynamical evolution of cometary orbits in the Oort clould, another statistical approach, Icarus 53, 68-83, 1983
171. Cazenave A, Lago B, Dominh K. Geoid anomalies over the northeast Pacific fracture zones from satellite altimeter data, Geophys. J. R. Astron. Soc. 69, 15-31, 1982
172. Cazenave A, Lago B, Dominh K. Numerical experiment applicable to the latest stage of planet growth, Icarus 51, 133-148, 1982
173. Cazenave A. Tidal friction parameters from satellite observations, "Tidal Friction and the Earth Rotation II", Ed. Brosche & Sündermann, Springer-Verlag, 1982
174. Courtillot V, Le Mouel J L, Ducruix J, Cazenave A. Geomagnetic secular variation as a precursor of climatic changes, Nature 297, 386-387, 1982
175. Scholl H, Cazenave A, Brahic A. The effect of star passages on cometary orbits in Oort cloud, Astronomy and Astrophysics 112, 157-166, 1982
176. Cazenave A, Balmino G. Meteorological effects on the seasonal variations of the rotation of Mars, Geophys. Res. Lett. 8: 245-248, 1981
177. Cazenave A, Daillet S. Lunar tidal acceleration from Earth satellite orbit analyses, J. Geophys. Res. 86, 1659-1663, 1981
178. Cazenave A, Dominh K. Elastic thickness of the Venus lithosphere estimated from topography and gravity, Geophys. Res. Lett. 8, 1039-1042, 1981
179. Lago B, Cazenave A. State of stress of the oceanic lithosphere in response to loading, Geophys. J.R. Astron. Soc. 64, 785-799, 1981
180. Lago B, Cazenave A. Réponse de la lithosphère océanique à des charges en surface, Ann. Geophys. 1, 37, 119-121, 1981
181. Cazenave A, Dobrovolskis A, Lago B. Evolution of the inclination of Phobos, Nature 284, 430-431, 1980
182. Cazenave A, Dobrovolskis A, Lago B. Orbital history of the Martian satellites with inferences on their origin, Icarus 44, 730-744, 1980
183. Cazenave A, Lago B, Dominh K, Lambeck K. On the response of the ocean lithosphere to seamount loads from Geos 3 satellite radar altimetry, Geophys. J.R. Astr. Soc. 63, 233-252, 1980
184. Balmino G, Brossier C, Cazenave A, Dominh K, Nouel F. Geoid of the Kerguelen Islands area determined from Geos 3 altimeter data, J. Geophys. Res. 84, 3827-3831, 1979
185. Brahic A, Breton J, Caubel J, Cazenave A. Feasability study of a multiple flyby mission of main belt asteroïds, Icarus 40, 423-433, 1979
186. Cazenave A, Lambeck K, Dominh K. Studies of the Geos 3 geoid undulations over seamounts in the Indian Ocean, AGU Geophysical Monograph Series, Vol. "The Use of Artificial Satellites for Geodesy and Geodynamics", 1979
187. Lago B, Cazenave A. Possible dynamical evolution of the rotation of Venus since formation, The Moon and The Planets 21, 127-254, 1979
188. Cazenave A, Daillet S, Lambeck K. Tidal studies from the perturbations in satellites orbits, Phil. Trans. R. Soc. Lond. A. 284, 595-606, 1977
189. Cazenave A, Daillet S, Lambeck K. Effect of Eart h, ocean and atmospheric tides on satellite orbits, Ann. de Geophysique 33, 1977
190. Lambeck K, Cazenave A. The Earth variable rate of rotation: a discussion of some meteorological and oceanic causes and consequences, Phil. Trans. Soc. Lond. A. 284, 495-506, 1977
191. Lambeck K, Cazenave A. Long term variations in the length of day and climatic changes, Geophys. J.R. Astr. Soc. 46, 555-573, 1976
192. Lambeck K, Cazenave A, Balmino G. Solid Earth and ocean tides estimated from satellite orbits analysis, Review of Geophysics and Space Physics 12, 421-433, 1974
193. Lambeck K, Cazenave A. The Earth rotation and at mospheric circulation I, Seasonal variations, Geophys. J.R. Astr. Soc. 32, 79-93, 1973
194. Cazenave A, Dargnies O, Balmino G, Lefebvre M. Geometrical adjustment with simultaneaous laser and photographic observations of the European datum. Geophysical Monograph Series 15, AGU "The Use of Artificial Satellites for Geodesy", 1972
195. Cazenave A, Forestier F, Nouel F, Pieplu J L. Improvements of zonal harmonics using observations o flow inclination satellites, DIAL, SAS & PEOPLE; G eophysical Monograph Series 15 AGU "The Use of Artificial Satellites for Geodesy", 1972

## Instituciones a las que pertenece
- Miembro de la Academia de Ciencias Francesas: 2004[3]
- Miembro Extranjero de la Academia Nacional de Ciencias (NAS, EE. UU.): 2008
- Miembro Extranjero de la Academia Nacional de Ciencias de la India (INSA): 2012
- Miembro de la Academia Europaea: 1990
- Miembro de la Academia Europea para la Aeronáutica y el Espacio 1986
- Miembro de la American Geophysical Union (AGS): 1996
- Miembro de la American Association for the Advancement of Science (AAAS): 2012

## Premios

### Académicos
- Medalla de Bronce del CNRS: 1980
- Premio Doisteau-Blutet de la Academia Francesa de Ciencias: 1979 y 1990[4]
- Premio Kodak-Pathé-Landucci de la Academia Francesa de Ciencias: 1996[5]
- Medalla de Vening-Meinesz Medal de la European Geophysical Society: 1999[6]
- Medalla Arthur Holmes de la Unión Europea de Geociencias: 2006[7]
- Premio Manley Bendall[4]
- Medalla Albert 1.er de Mónaco del Institut Océanographique de Mónaco:2008[8]
- Premio Emile Girardeau de la Academie de Marine: 2010
- Medalla Bowie de la American Geophysical Union: 2012[9]

### Civiles
- Ordre National du Merite, Commandeur: 2007, Officier: 1997, Chevalier: 1981
- Legion d’Honneur Officier: 2010, Chevalier: 2000.